# Actinote alalia
Actinote alalia är en fjärilsart som beskrevs av Felder 1860. Actinote alalia ingår i släktet Actinote och familjen praktfjärilar. Inga underarter finns listade i Catalogue of Life.